# Manierism

Banchetul în Casa Levi (sau Ospățul din Casa Levi) de Paolo Veronese — datată 1573 — pictură în ulei, realizată în stilul manierismului venețian, aflată la Galeriile Academiei de Arte Frumoase din Veneția

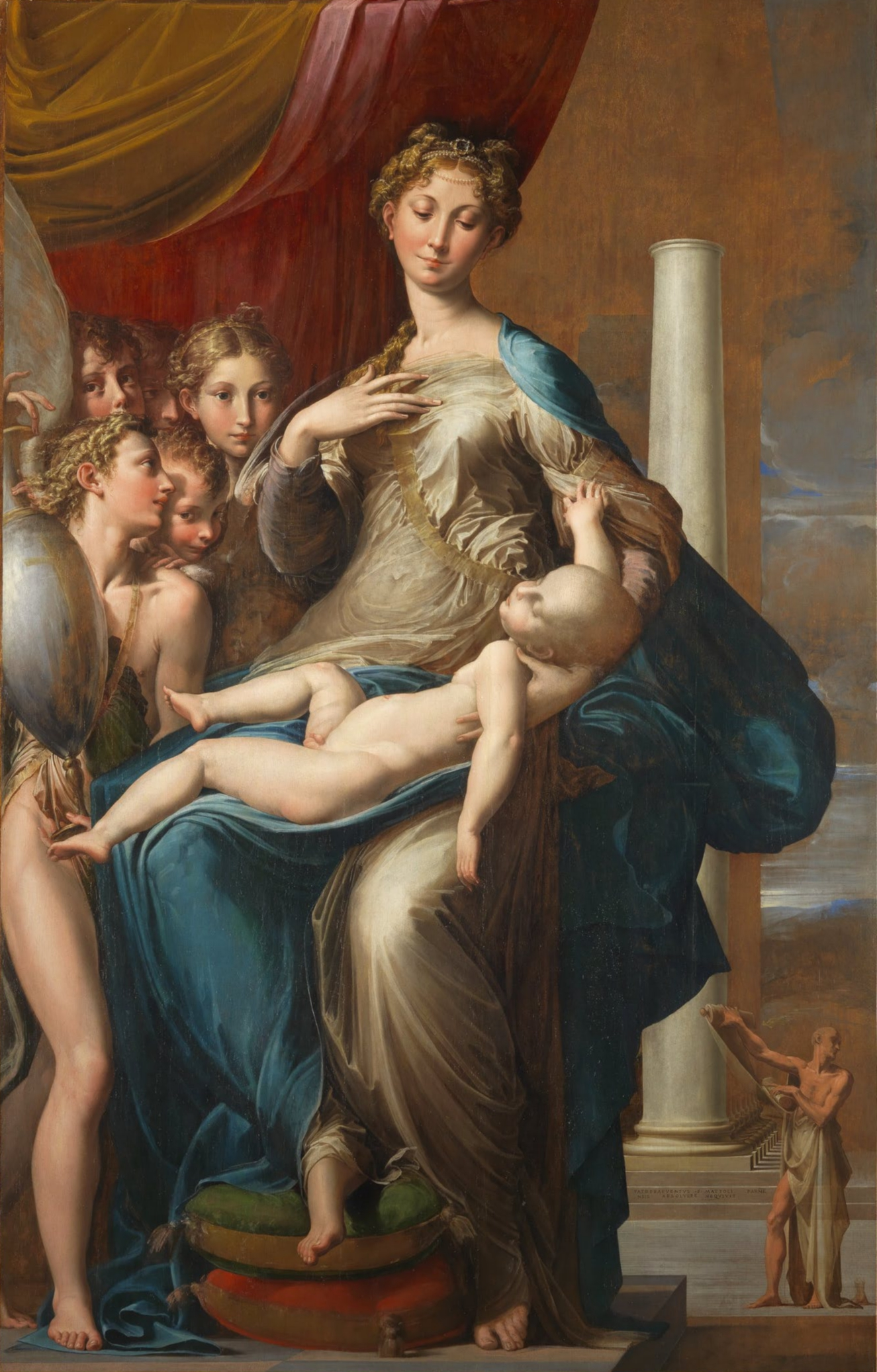
În cunoscuta pictură Madonna dal collo lungo - Madona cu gâtul lung, a lui Parmigianino (circa 1534 – 1540), se remarcă caracteristicile dominante ale manierismului, proporții alungite, atitudini foarte studiate și lipsa clarei perspective.

Manierism (ital.: maniera = stil, manieră) este un termen care caracterizează stilul artistic european, situat temporal între apogeul Renașterii și începuturile stilului baroc și ale clasicismului, dezvoltat în Italia începând aproximativ cu anii 1520. Sfârșitul „manierismului clasic,” propagat din Italia, este apreciat, de diverși istorici ai artei, între anii 1580 și 1600.
Oricum, mai departe de „zona fierbinte” artistică a Italiei și clar întârziat față de „manierismul clasic,” manierismul nordic a continuat a se manifesta și în deceniile timpurii ale secolului al XVII-lea, extinzându-se până în anii 1640 - 1650, acoperind chiar prima jumătate a acestui secol.
Manierismul acoperă o mare varietate de expresii artistice, fiind influențate și reacționând la idealrile complexe și armonioase ale unor artiști plastici așa cum au fost da Vinci, Rafael, Vasari, respectiv timpuriul Michelangelo.
În timp ce Renașterea italiană, ajunsă la apogeul său, sublinia - prin toate elementele artistice ale artelor vizuale - proporțiile, echilibrul și frumusețea idealizată, manierismul exagera aceste calități, iar rezultatul era obținerea de compoziții care sunt adesea voit asimetrice, ne-echilibrate și elegante, dar într-o manieră ne-naturală, aproape artificială.
Remarcabil pentru calitățile sale artificiale (spre deosebire de cele naturaliste), acest stil artistic privilegiază tensiunea compozițională, mai degrabă, decât echilibrul, proporțiile și claritatea picturii renascentiste anterioare. 
Adus la „exacerbare,” manifestarea manierismului în literatură și muzică este remarcabilă pentru stilul său extrem de „înflorit” și sofisticarea intelectuală.
La începutul perioadei, ca simbol al unei rupturi cu obiectivele Renașterii, manierismul desena o decadență în contradicție cu idealurile de armonie ale generațiilor anterioare. În zilele noastre, din perspectiva secolelor scurse de atunci, manierismul apare mai de grabă ca o continuare a căutărilor și realizărilor artiștilor reprezentativi ai Renașterii.
În afară de manifestarea manierismului în pictură, sculptură, literatură etc., există și altă semnificație a termenului, relevată în Dicționarul explicativ al limbii române : „Comportare prin lipsă de naturalețe, artificialitate, afectare.”

## Introducere

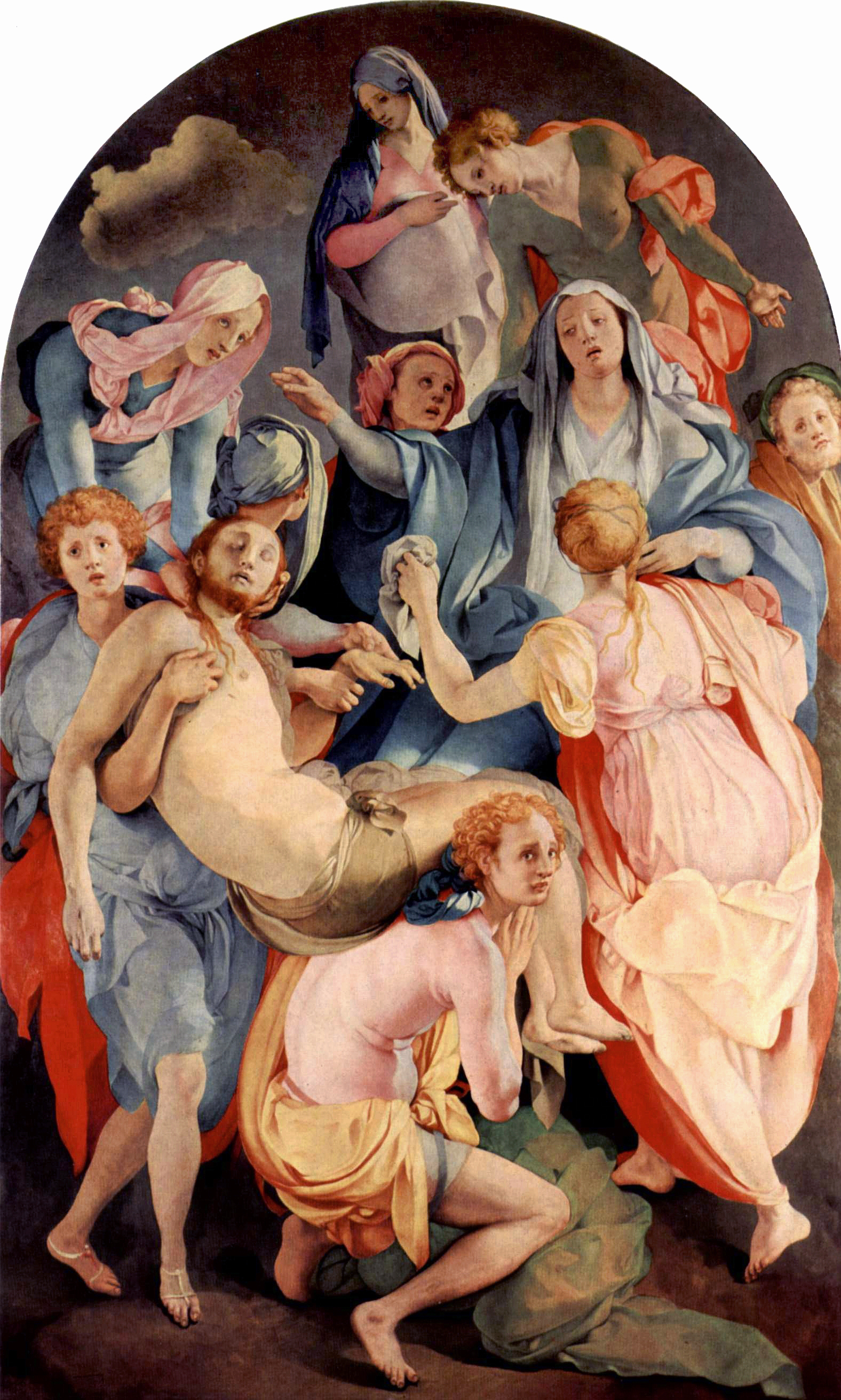
Jacopo da Pontormo: Coborârea lui Iisus de pe cruce

Începând cu anii 1527-1530, spiritul renascentist suferă o criză brutală care distruge optimismul senin al începutului de secol. Jefuirea Romei (Sacco di Roma) în anul 1527 de către mercenarii spanioli și germani în slujba habsburgilor, sinonimă cu prăbușirea puterii papale, influența crescândă a Spaniei în politica statelor Italiei și măsurile Bisericii Catolice împotriva progresului alarmant al Reformei, toate acestea constituie fondul din care se detașează preocupările artiștilor din vremea respectivă. În acest sens, manierismul îndeplinește tendința de transformare arbitrară și de deformare a realului, exacerbarea subiectivității creatorului pe calea unei expresivități specifice, în căutarea marilor formule stilistice: "la maniera". Două opere ale lui Gian Paolo Lomazzo au servit în acel timp artiștilor să-și definească relațiile cu procesul de creație artistică: Trattato dell'arte della pittura, scoltura et architettura (Milano, 1584) și Idea del tempio della pittura (Milano, 1590). Termenul de "manierism" a fost introdus de istoricul de artă elvețian Heinrich Wölfflin la începutul secolului al XX-lea în lucrarea Das problem des Stils in der bildenden Kunst ("Problema stilului în arta plastică", 1912).

## Trăsături caracteristice
- pierderea clarității și coerenței imaginii
- multiplicarea elementelor și a planurilor în compoziție
- simboluri complexe care se referă la domenii care nu aparțineau până acum tematicei artistice (alchimie, arta blazonului, limbajul florilor, ...)
- gust pronunțat pentru un erotism estetizant
- deformarea și torsiunea corpurilor
- scheme sinuoase ("figuri în serpentină")
- modificarea proporțiilor între diverse părți ale corpului
- alungirea formelor

Artiștii florentini, Rosso Fiorentino și Jacopo da Pontormo, au fost precursori ai acestui stil. Mantova cu Giulio Romano, un elev al lui Rafael Sanzio, Parma cu Parmigianino și Siena cu Domenico Beccafumi adoptă curând acest stil. La Veneția Tintoretto și Paolo Veronese pictează cicluri uriașe dând un sentiment fantastic al spațiului.

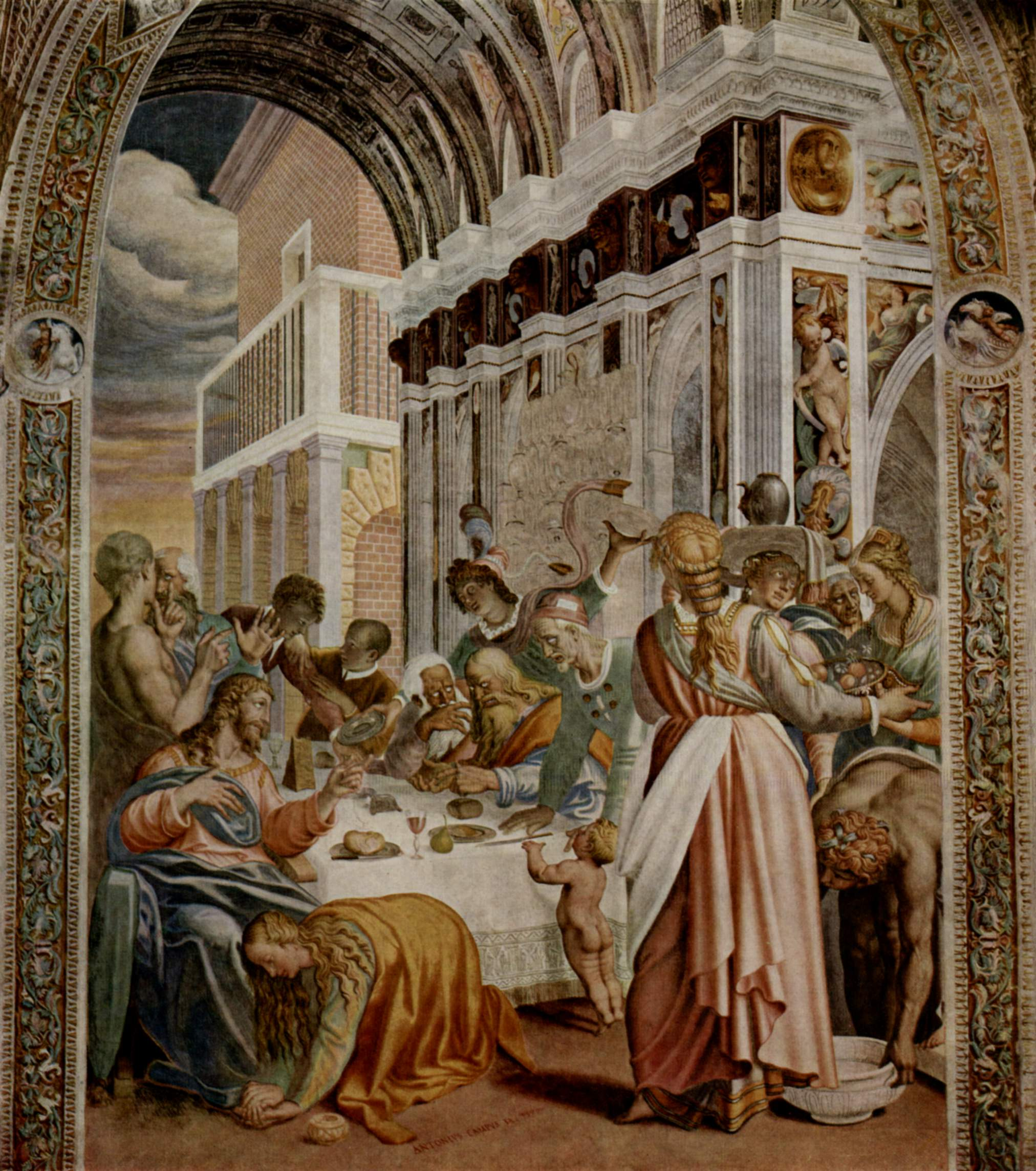
Antonio Campi – Cină în casa fariseului
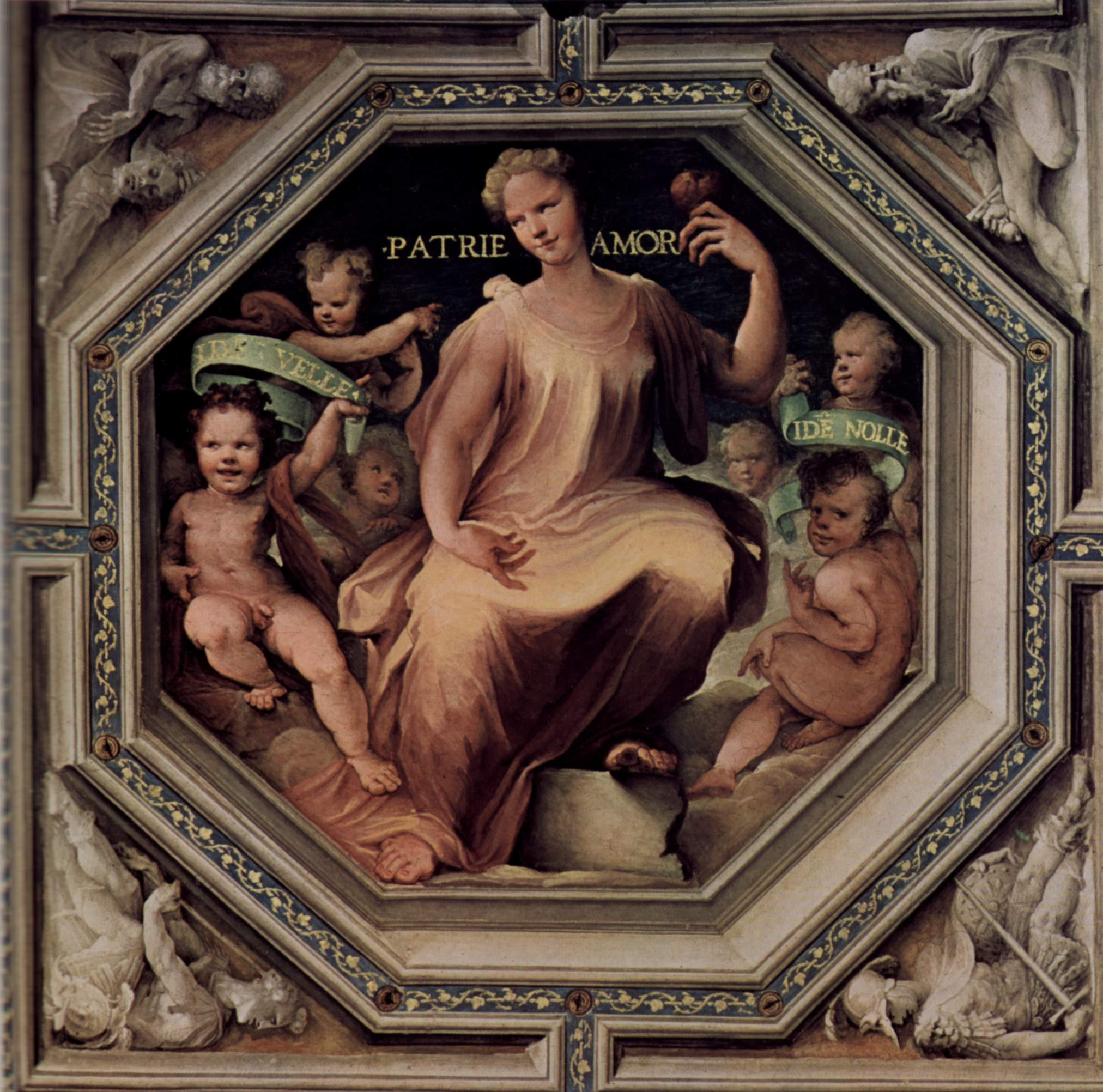
Domenico Beccafumi – Frescă în Palazzo Publicco, Siena - Caritas
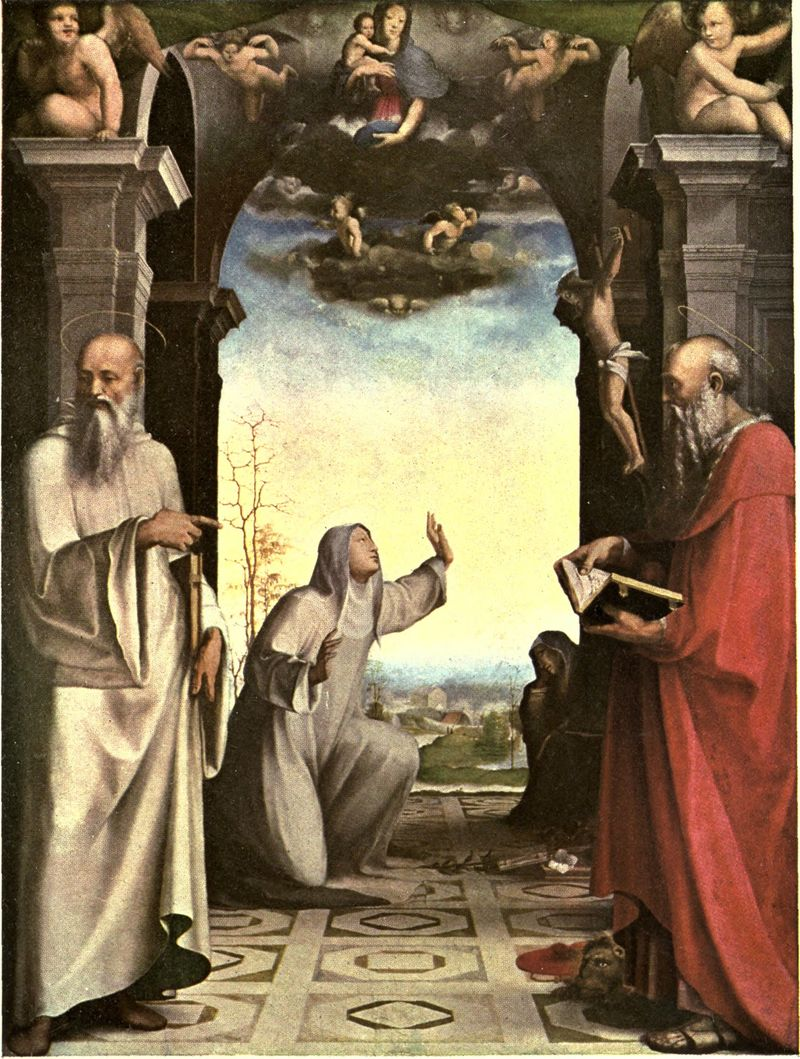
Domenico Beccafumi – Sfânta Ecaterina
Michele Rocca – Samson şi Dalila

## Principali pictori manieriști
- Jacopo da Pontormo (1494-1557) a fost reprezentantul cel mai important al manierismului. A frecventat atelierele lui Leonardo da Vinci, după care a devenit colaboratorul cel mai apropiat al lui Andrea del Sarto. A practicat o artă stranie, cu culori reci și ireale, figurile personajelor sunt complicate și sinuoase, compozițiile dense și complexe sunt pline de dramatism.
- Rosso Fiorentino (1494-1540) a executat din însărcinarea regelui François I frescele pentru palatul din Fontainebleau, inaugurând stilul manierist francez al secolului al XVI-lea, numit și École de Fontainebleau. Acest stil a pătruns de aici în cercul artiștilor din Antwerpen și al pictorilor englezi ai epocii.
- Agnolo Bronzino (1503-1572), elev al lui Pontormo, pictor de curte al familiei Medici din Florența, a realizat un mare număr de portrete și tablouri cu subiect religios. Stilul său este rafinat, aristocratic, excelând prin redarea detaliilor și a culorilor într-o formă strălucitoare.
- Parmigianino (1503-1540), discipol al lui Correggio, se caracterizează printr-o redare ambivalentă a relațiilor spațiale, cu accentuarea elementelor verticale.
- Tintoretto (1518-1594), unul din cei mai importanți pictori manieriști venețieni. A pictat pentru biserici și pentru notabilitățile Veneției. Celebru este ciclul de fresce pentru Scuola di San Rocco. Unitatea compozițiilor sale se realizează printr-un colorit vibrant și printr-un clar-obscur fantastic și dramatic.
- Paolo Veronese (1528-1588), pictor venețian. În pictura sa predomină formele opulente, lumina strălucitoare și spațiile vaste. Pictează femei cu păr blond bogat, îmbrăcate în veșminte fastuoase.
- El Greco (1541-1614), pictor spaniol, originar din Creta. Stilul său se caracterizează prin alungirea figurilor, senzația de straniu a luminozității, irealitatea compozițiilor, care produc o exaltare mistică.

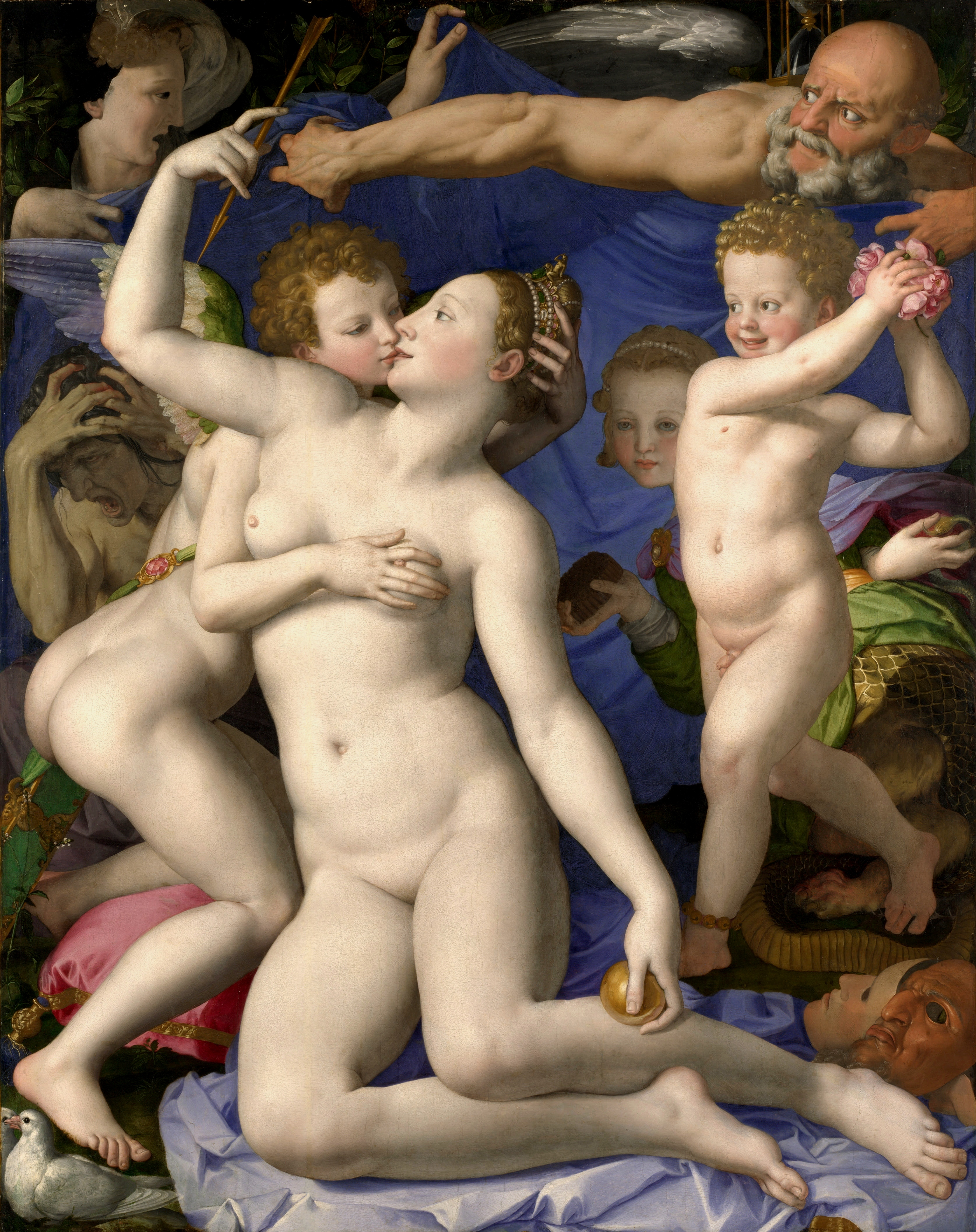
Agnolo Bronzino: Alegorie - Triumful Venerei
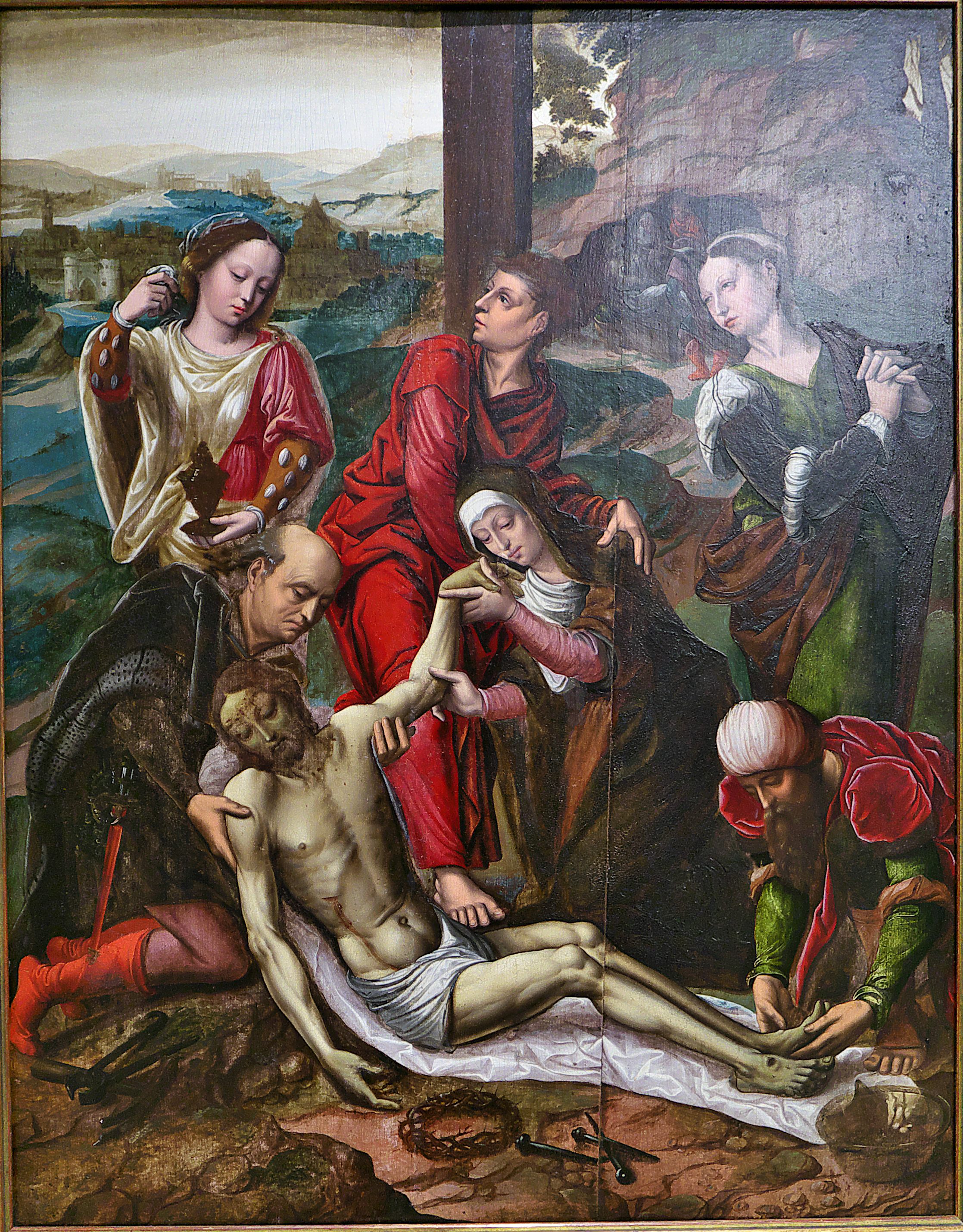
Ambrosius Benson: Pietà
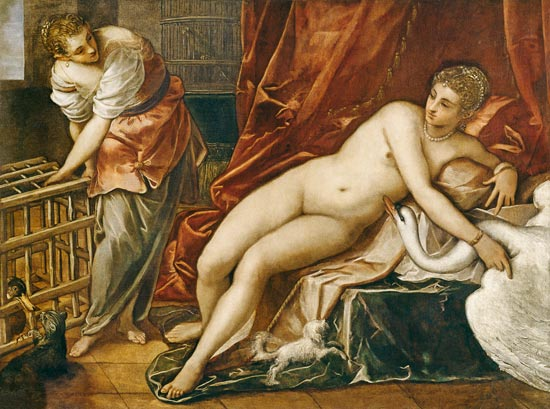
Tintoretto: Leda şi lebăda'
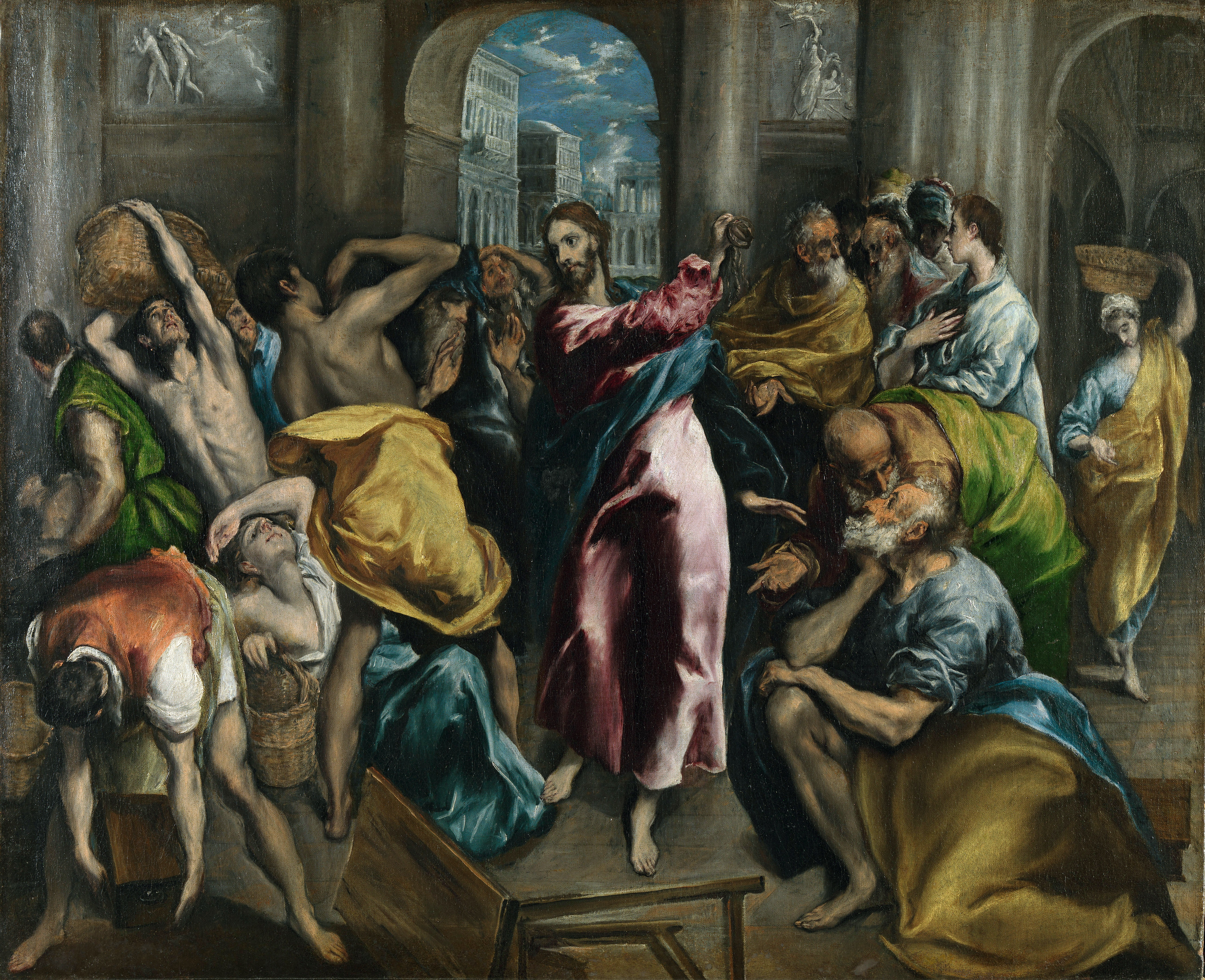
El Greco: Iisus alungă neguţătorii din templu

### Alți pictori manieriști
- Domenico Beccafumi (1486-1551)
- Giuseppe Arcimboldo (1527-1593)
- Taddeo Zuccaro (1529-1566)
- Antonine Caron de Beauvais (1521-1599), pictor francez
- Ambrosius Benson (1495-1550), pictor flamand
- Johann Michael Rothmayr (1654-1730), pictor austriac

## Sculptura manieristă
Sculptura manieristă își găsește expresia în operele lui Giambologna (1529-1608), sculptor italian de origine flamandă și, mai ales, în creațiile uneori bizare ale lui Benvenuto Cellini (1500-1571), sculptor, giuvaergiu și miniaturist florentin.

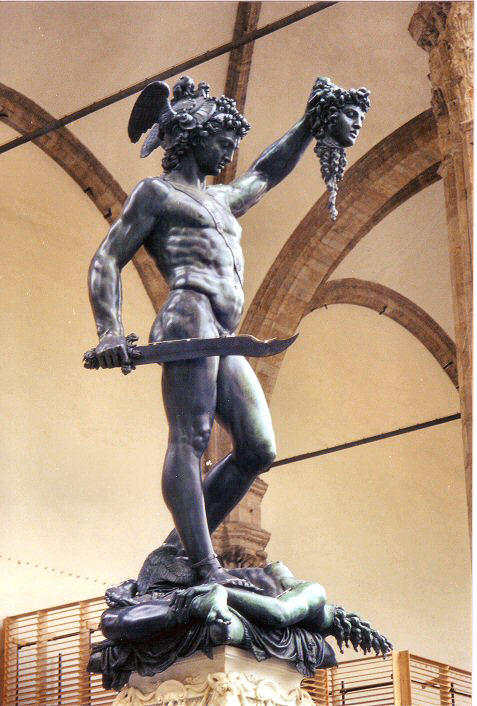
Benvenuto Cellini: Perseu
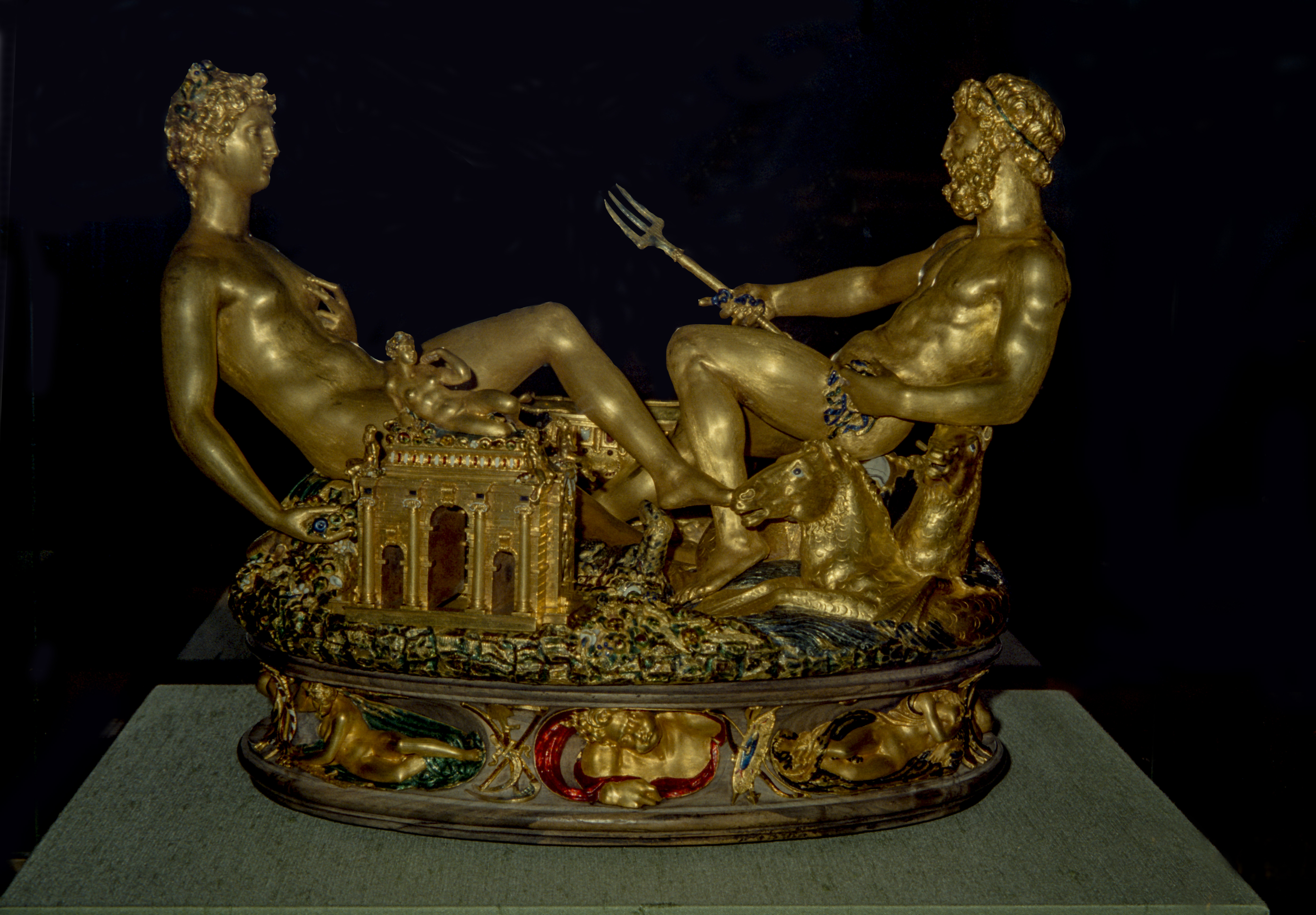
Benvenuto Cellini: Alegorie - Pământul şi Marea

## Arhitectura manieristă
Exemplu de arhitectură manieristă îl constituie Palazzo del Tè din Mantova, realizat de Giulio Romano (1499-1546). Și interioarele bibliotecii Medicea-Laurenziana din Florența, realizate de Michelangelo, se înscriu în concepția manieristică. Alte exemple: Villa Farnese din Caprarola, în apropierea Romei, Parcul din Bomarzo cu galeria de monștri și figurile alegorice realizate în piatră.